# Literalisme jurídic
El literalisme o textualisme és una teoria d'interpretació de la llei segons la qual el significat ordinari d'un text legal ha de regir la seva interpretació, on es postula la interpretació de la llei per mitjà del mètode exegètic, per això no es consideren les fonts no textuals, com ara: l'esperit del legislador en la sanció d'aquesta llei (mètode històric), el problema que va intentar posar remei a aquesta llei (mètode teleològic) o preguntes substantives respecte a la justícia o rectitud d'aquesta llei.
A la Cort Suprema dels Estats Units, el jutge conservador Antonin Scalia va ser-ne un dels principals exponents.